# Feliceni
Feliceni là một xã thuộc hạt Harghita, România. Dân số thời điểm năm 2002 là 3028 người.